# Antiochia Pizydyjska
Antiochia Pizydyjska (stgr. Ἀντιόχεια τῆς Πισιδίας) – starożytne miasto w Azji Mniejszej, położone na granicy Pizydii i Frygii, stolica rzymskiej prowincji Pizydia, współczesny Yalvaç.
Założone przez kolonistów z Magnezji nad Meandrem, w czasach hellenistycznych znajdowało się pod panowaniem Seleukidów. W wyniku porażki Seleukidy Antiocha III w wojnie z Rzymem w 188 p.n.e. miasto zostało formalnie ogłoszone „wolnym”, choć znalazło się w poszerzonych granicach Pergamonu – sojusznika Rzymian. W 35 p.n.e. zostało przekazane przez Marka Antoniusza Amyntasowi, królowi satelickiej Galacji, by po jego śmierci w 25 p.n.e. ponownie trafić po panowanie Rzymu jako kolonia z prawami miasta italskiego (ius Italicum) i pod nową nazwą – Cezarea .
Według Dziejów Apostolskich miasto odwiedził Paweł z Tarsu podczas swojej pierwszej podróży misyjnej.
Miasto biło własne monety aż do panowania Klaudiusza Gockiego.